# میمی والترز
ماریان الین " میمی " والترز (متولد ۱۴ مه ۱۹۶۲) یک تاجر و سیاستمدار آمریکایی است. او که یک جمهوری‌خواه بود، از سال ۲۰۱۵ تا ۲۰۱۹ به عنوان نماینده ایالات متحده در حوزه ۴۵ کنگره کالیفرنیا خدمت کرد.
قبل از کاندیداتوری، والترز از سال ۱۹۸۸ تا ۱۹۹۵ یک بانکدار سرمایه‌گذاری بود و به عنوان رئیس کمیته سرمایه‌گذاری و بانکداری لاگونا نیگل خدمت می‌کرد.